# 世界网球团体赛
世界网球团体赛（World TeamTennis，缩写：WTT），或译世界团体网球赛，是在美国举办的一个混合性别职业网球赛，创始于1973年，一般在夏季举行，是第一个对男女选手一视同仁的职业体育比赛。选手们通过组队的方式在无线球场上竞技。